# Купчанко, Григорий Иванович
Григорий Иванович Купчанко (27 июля 1849, Берегомет, Австрийская империя — 10 мая 1902, Вена) — журналист, этнограф и общественный деятель Буковины, принадлежавший к русскому направлению.

## Жизненный путь
Григорий Купчанко родился в небогатой крестьянской семье, однако смог получить неплохое образование. После окончания сельской школы, немецкой и латинской гимназий в Черновцах, он поступил в Венский университет, где учился сначала на юридическом, а потом на философском факультете.
С 1871 года он начинает работать журналистом. За время его деятельности как общественного деятеля и журналиста (в 1888 году он основал в Вене русскоязычную газету для буковинцев под названием «Русская правда») Купчанко часто подвергался преследованиям, в 1892 году против него выдвинули обвинение в антиправительственной пропаганде и его квартира подверглась обыску. От ареста тогда Григория Купчанко спасло то, что он находился в Санкт-Петербурге.
Купчанко рано овдовел, и воспитанием его единственного сына занималась его родственница Феофила Процюкевич, которой после смерти он завещал треть своего имущества.

## Этнографическая деятельность
Григорий Купчанко внёс огромный вклад в развитие этнографии на территории современной Западной Украины. Его основными достижениями в этом направлении явились три монументальные работы «Буковина и еи русски жители» (Вена, 1895), «Галичина и еи русски жители» (Вена, 1896) и «Угорска Русь и еи русски жители» (1897), в которых восточнославянское население этих регионов рассматривается и анализируется с разных точек зрения — языка, духовной и материальной культуры, антропологического типа, менталитета. Большое внимание Купчанко уделял сравнению друг с другом разных этнографических групп этих регионов и объяснению их родства с другими восточнославянскими («русскими») народностями. Кроме того, он написал ряд работ, где рассматривал конкретные вопросы местной этнографии и истории — «Из сборника буковинских народных песен, сказок, повестей, пословиц, суеверий и пр.», «Рекрутська пісенька на Буковине. Из уст народа», «Русски люди в образках» и мн. др.

## Труды
- Некоторые историко-географические сведения о Буковине. Киев: тип. М.П. Фрица, 1875.
- Русский народ. Вена: книгопечатня Ф. Ясперса, 1889.
- Буковина и еи русски жители. Вена, 1895.
- Галичина и еи русски жители. Вена, 1896.
- Угорска Русь и еи русски жители. Вена, 1897.
- Русский путеводитель по Вене и Австро-Венгрии. Вена: книгопечатня Ф. Ясперса, 1899.
- Русь и Польша. Вена: книгопечатня Ф. Ясперса, 1902.